# Ясный (Красноярский край)
Ясный — упразднённый посёлок в Балахтинском районе Красноярского края России. На момент упразднения входил в состав Еловского сельсовета. Исключён из учётных данных в 1977 году.

## География
Посёлок располагался на правом берегу ручья Велиферов Ельник (приток реки Тойлук), на расстоянии 1,5 км к юго-востоку от деревни Тойлук.

## История
Посёлок возник в 1948 году как одна из произведственных ферм Еловского совхоза, для размещения на ней депортированных, с западных приграничных районов страны, лиц литовской, эстонской и польской национальностей. Здесь же были поселены плановые переселенцы с Повольжья — мордва и чуваши. В 1954 году на ферму переехали пять русских семей из Маньчжурии.
В конце 1950-х репрессированные народы были реабилитированы и они покинули ферму, в основном разъехались на историческую родину.
В 1976 году Указом Президиума ВС РСФСР посёлок фермы № 3 Еловского совхоза переименован в Ясный.
Но уже в 1977 году посёлок был снят с административного учёта.

## Население
В 1961 году на ферме в 66 семьях проживало 250 человек.